# Anastasios Vasiliou
Anastasios „Tasos“ Vasiliou (griechisch Αναστάσιος «Τάσος» Βασιλείου; englisch Anastasios Vasileiou; * 26. April 1997) ist ein zyprischer Leichtathlet, der sich auf den 400-Meter-Hürdenlauf spezialisiert hat.

## Sportliche Laufbahn
Erste internationale Erfahrungen sammelte Anastasios Vasiliou beim Europäischen Olympischen Jugendfestival (EYOF) 2013 in Utrecht, bei dem er in 62,72 s den achten Platz über 400 Meter Hürden belegte. Im Jahr darauf gewann er bei den Jugend-Balkan-Meisterschaften in Sliwen in 14,53 s die Bronzemedaille im 110-Meter-Hürdenlauf und 2014 gewann er bei den Junioren-Balkan-Meisterschaften in Pitești in 14,46 s die Silbermedaille und gelangte über 400 Meter Hürden mit 55,03 s auf Rang sechs. 2017 belegte er bei den Balkan-Meisterschaften in Novi Pazar in 55,01 s den fünften Platz über 400 Meter Hürden und im Jahr darauf schied er bei den U23-Mittelmeer-Meisterschaften in Jesolo mit 54,06 s im Vorlauf aus. 2019 gewann er bei den Spielen der kleinen Staaten von Europa (GSSE) in Bar in 54,25 s die Bronzemedaille über 400 Meter Hürden hinter dem Isländer Ívar Kristinn Jasonarson und Andrea Ercolani Volta aus San Marino. Zudem belegte er über 110 m Hürden in 15,06 s den vierten Platz. Anschließend gelangte er bei den Europaspielen in Minsk mit 15,01 s auf Rang 25, ehe er bei den U23-Europameisterschaften in Gävle mit 15,15 s und 55,74 s jeweils in der ersten Runde ausschied. 2022 belegte er bei den Balkan-Meisterschaften in Craiova in 53,80 s den achten Platz über 400 Meter Hürden. Im Jahr darauf kam er bei den GSSE in Marsa über 400 Meter Hürden nicht ins Ziel und wurde anschließend bei der 2. Liga der Team-Europameisterschaft im Rahmen der Europaspiele in Chorzów in 52,56 s Zweiter im B-Lauf. Daraufhin gelangte er bei den Balkan-Meisterschaften in Kraljevo mit 53,40 s auf den fünften Platz im B-Lauf.
In den Jahren 2018 und 2020 sowie 2021 und 2023 wurde Vasiliou zyprischer Meister im 400-Meter-Hürdenlauf.

## Persönliche Bestzeiten
- 110 m Hürdenlauf: 14,48 s (+0,5 m/s), 18. Mai 2019 in Nikosia
- 400 m Hürdenlauf: 52,56 s, 21. Juni 2023 in Chorzów